# أل ليفين
أل ليفين (بالإنجليزية: Al Levine)‏ هو لاعب كرة قاعدة أمريكي، ولد في 22 مايو 1968 في بارك ريدج في الولايات المتحدة.

## وصلات خارجية
- أل ليفين على موقعبيزبول رفرنس.كوم (الدوري الرئيسي) (الإنجليزية)
- أل ليفين على موقعبيزبول رفرنس.كوم (الدوري الثانوي) (الإنجليزية)
- أل ليفين على موقع مشجعي الرسوم البيانية (الإنجليزية)